# Nūn deux points verticaux suscrits
Nūn deux points verticaux suscrits est une lettre additionnelle de l’alphabet arabe qui a été utilisée dans l’écriture du sindhi. Elle est composée d’un nūn ‹ ن › diacrité de deux points verticaux suscrits à la place du point suscrit.

## Utilisation
En sindhi, le nūn deux points verticaux suscrits a été utilisé, notamment par Ernest Trumpp (en), pour représenter une consonne nasale rétroflexe voisée /ɳ/ aujourd’hui écrite avec la lettre ṇūn ‹ ڻ › de l’orthographe sindhi de 1852.
En pendjabi occidental, le nūn deux points verticaux suscrits ‹  › est utilisé par certains auteurs et ouvrages, dont ceux publiés par la Punjabi Adbi Board, pour représenter une consonne nasale rétroflexe voisée [ɳ],, par exemple dans بار دے ڈھولے de Sharib publié en 1985 ou آکھیا بابا فرید نے de Muhammad Asif Khan publié en 1989. Il a aussi été utilisé dans la revue ماں بولی Maa'n Boli,, dans une édition de Kalam Khwaja Farid de Khwaja Farid ou dans Heer Damudar Das de Damudar Das. D’autres auteurs utilisent plutôt le nūn rond suscrit ‹  ›, le nūn petit tāʾ suscrit (sans point) ‹ ڻ ›, le nūn petit tāʾ suscrit (avec un point) ‹ ݨ › ou le digramme nūn ṛa ‹ نڑ ›.